# Alfa Camelopardalis
Alfa Camelopardalis (α Cam) – gwiazda uciekająca w gwiazdozbiorze Żyrafy o wielkości gwiazdowej 4,26m. Znajduje się w odległości pomiędzy 1600 a 6900 lat świetlnych od Słońca. Jej wielkość absolutna wynosi -7,4m. Należy do typu widmowego O9.5 Ia. Temperatura powierzchni tego jasnego nadolbrzyma wynosi ok. 30 000 K.
Porusza się z prędkością pomiędzy 680 a 4200 km/s. Gwiazda została wprowadzona w tak szybki ruch przez oddziaływanie grawitacyjne znajdującej się w pobliżu gromady młodych, gorących gwiazd lub wybuch pobliskiej masywnej gwiazdy jako supernowej.